# Сант'Андреа Фриус
Сант'Андрѐа Фриу̀с (на италиански: Sant'Andrea Frius; на сардински: Sant'Andria Friusu, Сант'Андрия Фриусу) е село и община в Южна Италия, провинция Южна Сардиния, автономен регион и остров Сардиния. Разположено е на 280 m надморска височина. Населението на общината е 1839 души (към 2010 г.).